# Cantó de Cadaluènh
El cantó de Cadaluènh és un cantó francès del departament del Tarn, situat al districte d'Albi. Té 22 municipis i el cap cantonal és Cadaluènh.

## Municipis
- Auçac
- Cadaluènh
- Fenòls
- Florentin
- La Becièira de Candelh
- Las Graissas
- Tecon

## Història
| Data d'elecció                           | Identitat          | Partit | Qualitat |
| ---------------------------------------- | ------------------ | ------ | -------- |
| 1871-1875                                | François Cahuzac   |        |          |
| 1875-1898                                | Sylvain Falguières |        |          |
| 1898-1901                                | Hyppolyte Pezous   |        |          |
| 1901-1907                                | Henri Falguières   |        |          |
| 1907-1913                                | Eugène Cabrol      |        |          |
| 1913-1919                                | Hyppolyte Pezous   |        |          |
| 1919-1945                                | Achille Cavaillès  |        |          |
| 1945-1970                                | Flavien Malet      |        |          |
| 1970-1982                                | René Alquier       | MRG    |          |
| 1982-2001                                | Henri Pagès        | PS     |          |
| 2001-                                    | Jean Gasc          | PS     |          |
| les dades anteriors no són pas conegudes |                    |        |          |
|                                          |                    |        |          |

## Demografia
| 1962  | 1968  | 1975  | 1982  | 1990  | 1999  | 2006  |
| ----- | ----- | ----- | ----- | ----- | ----- | ----- |
| 3.222 | 3.354 | 3.144 | 3.377 | 3.646 | 3.841 | 4.299 |